# 마스터셰프 차이나
《마스터셰프 차이나》는 중국에서 2015년에 방송되었던 TV 프로그램이다. 정일우가 이 프로그램에 도전자로 출연한 바 있다. 도마뱀이나 미꾸라지 같은 재료들이 등장하여 화제를 모으기도 했다.